# Sobirania i Justícia
Sobirania i Justícia (SiJ) és una associació cívica i europeista catalana, amb seu a Barcelona, que té com a finalitat promoure la independència de Catalunya i sensibilitzar la societat sobre la necessitat i viabilitat del seu assoliment per vies pacífiques i democràtiques. L'entitat està inscrita en els registres de grups d'interès del Parlament i Generalitat de Catalunya, i en el registre de transparència de la Unió Europea.

## Inicis
El seu inici es produí al desembre de 2008 quan es feu públic el manifest Missatge a favor de la independència de Catalunya. S'hi adheriren més de 800 persones. Entre elles el filòleg Antoni M. Badia i Margarit, l'historiador Josep Maria Solé i Sabaté, i l'ex-conseller i europdiputat Joan Vallvé. Al maig de 2009 s'organitzà un acte de presentació pública a l'Ateneu Barcelonès amb els ex-consellers Agustí Bassols, primer president de l'associació, i Max Cahner. L'actriu Carme Sansa feu lectura del manifest fundacional. Al novembre d'aquell mateix any es reté homenatge al filòleg i Premi d'Honor de les Lletres Catalanes, Antoni M. Badia i Margarit, qui esdevingué President d'Honor de l'entitat fins a la seva mort l'any 2014. En l'acte d'homenatge el sociòleg Salvador Cardús impartí la conferència “Tenim país, volem futur”. Al novembre de 2010 s'elaborà un informe sobre les raons de caràcter econòmic que avalen la viabilitat de la independència de Catalunya. Al febrer de 2011 l'editor Quim Torra prengué el relleu d'Agustí Bassols i presidí l'associació durant un any. El succeí l'empresari Oriol Polo fins al març de 2014, Isabel-Helena Martí reelegida fins al juliol del 2019, en que va ser elegit Francesc Llobet i Monclús.

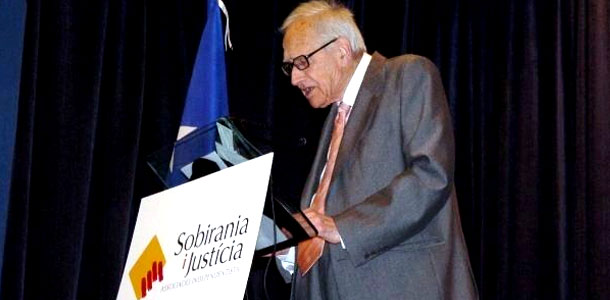
Antoni M. Badia i Margarit, President d'Honor de Sobirania i Justícia, Ateneu Barcelonès, 27 de novembre de 2009.

## Àmbits de treball

### Activitat internacional
S'inicià al novembre de 2011 amb la conferència internacional Building a New State on es debaté sobre el procés de construcció d'un estat independent a Catalunya amb tres experts internacionals, especialistes en les dimensions jurídica i financera en la successió d'estats i sobre el cas de Kosovo. En els anys següents se celebraren tres edicions consecutives més on participaren, en total, trenta-sis experts, entre ponents i moderadors. La conferència, depenent de l'any, tingué patrocinadors com: Diplocat, l'Assemblea Nacional Catalana (ANC) i el Cercle Català de Negocis (CCN). I col·laboradors com: la Fundació Vila Casas, l'Associació de Municipis per la Independència (AMI) i el diari ARA.

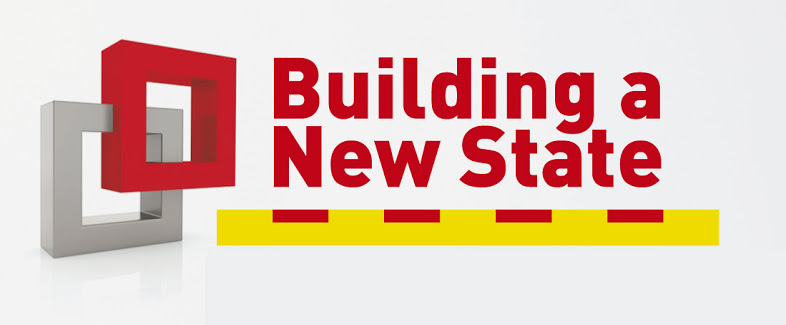
Conferència internacional Building a New State (Barcelona, 2011-14)

El juny de 2015 s'organitzà una taula rodona al Parlament Europeu amb el col·lectiu de juristes Drets (associació) i els eurodiputats Ramon Tremosa, Josep-Maria Terricabras, Francesc Gambús i Ernest Maragall. L'esdeveniment portà per títol Spain, no rule of law? i denuncià una baixa qualitat democràtica en l'estat de dret espanyol.
Al maig de 2016 se celebrà a Londres la taula rodona What's going on in Catalonia? L'acte es coorganitzà amb el Forum on Geopolitics de la Universitat de Cambridge i el think-tank europeista Project for Democratic Union (PDU). Comptà també amb la col·laboració de la Delegació del Govern al Regne Unit i Irlanda i la London Academy of Diplomacy. Els tres ponents, l'acadèmica Montserrat Guibernau, l'ex-conseller Antoni Castells i l'economista Miquel Puig, argumentaren al voltant del dret a decidir i la necessitat que el conflicte espanyol a Catalunya sigui resolt mitjançant la celebració d'un referèndum d'autodeterminació.

### Dinars-col·loqui

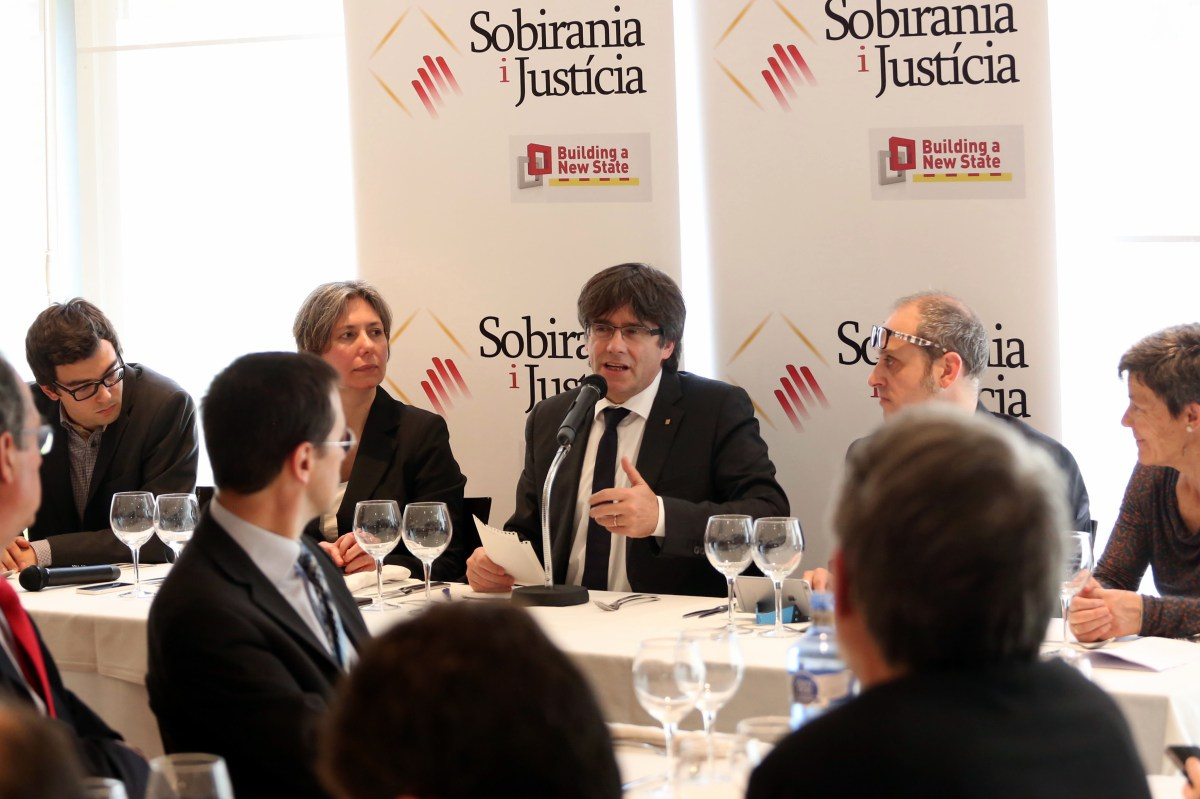
Dinar-col·loqui Àgora amb el president del Govern de Catalunya, Carles Puigdemont

L'octubre de 2010 Josep Mateu i Xavier Cambra, president i secretari general de la fundació d'empresaris FemCAT, foren els ponents del primer Dinar-col·loqui Àgora que celebra periòdicament l'entitat. Hi han participat, entre d'altres: els presidents Carles Puigdemont i Artur Mas; la vicepresidenta Neus Munté; la secretària general d'Esquerra Republicana de Catalunya (ERC), Marta Rovira; els consellers Andreu Mas-Colell, Carles Mundó i Josep Rull; els eurodiputats Josep-Maria Terricabras i Ramon Tremosa; el catedràtic de la Universitat de Cambridge, Brendan Simms; els professors Carles Boix, Ferran Requejo, Salvador Cardús, Imma Tubella i Germà Bel; els empresaris Antoni Abad i Joaquim Boixareu; els periodistes Vicent Partal, Pilar Rahola i Francesc-Marc Álvaro, etc.

### Procés constituent i qualitat democràtica
En el Building a New State del 2011 l'especialista en dret i cooperació internacionals, Charles E. Ehrlic, impartí un seminari sobre processos constituents. Ehrlic ha estat membre de la comissió constitucional de la missió internacional de les Nacions Unides a Kosovo, i ha participat en nombrosos projectes de cooperació i desenvolupament a l'Europa de l'est. Posteriorment, en la conferència internacional del 2014, s'organitzà la taula rodona Procés constituent, erigir una democràcia avançada. Els anys 2012 i 2013 Isabel-Helena Martí, aleshores vicepresidenta, comparegué en representació de l'entitat davant la Comissió d'Afers Institucionals del Parlament de Catalunya en relació al projecte i, posterior proposició, de la llei de consultes populars no referendàries. L'any 2015 SiJ participà en la fundació de la plataforma Reinicia Catalunya, integrada per 13 entitats, i que té per objecte promoure un debat constituent transparent i participatiu. El juny de 2016, Isabel-Helena Martí comparegué davant la Comissió d'Estudi del Procés Constituent del Parlament com a portaveu de Reinicia. S'han celebrat dues sessions de discussió sobre el procés constituent en el marc dels Dinars Àgora. Una, amb la secretària general d'Esquerra Republicana de Catalunya (ERC) Marta Rovira i el periodista i productor Toni Soler sobre els Reptes i oportunitats del procés constituent. I una altra, amb la presidenta de la Diputació de Barcelona i alcaldessa de St. Cugat del Vallès, Mercè Conesa, i el politòleg Jaume López sobre Procés constituent i agenda urbana